# Berlinale 1954
La Berlinale 1954 est la 4e édition du festival du film de Berlin, qui s'est déroulée du 18 juin 1954 au 29 juin 1954.
De nombreuses stars de l'époque y sont présents: Sophia Loren, Gina Lollobrigida, Richard Widmark, Jean Marais, et Vittorio De Sica. De 1952 à 1955, les prix sont décernés à la suite d'un vote du public, chaque spectateur pouvant noter de un à quatre un film à l'issue de la projection.

## Films en compétition
- Le Défroqué de Léo Joannon (France)
- Pain, amour et fantaisie (Pane, amore e fantasia) de Luigi Comencini (Italie)
- Vivre (Ikiru) d'Akira Kurosawa (Japon)
- Tonnerre sous l'Atlantique (La grande speranza) de Duilio Coletti (Italie)
- Un siècle d'or - L'art des primitifs Flamands (Een gouden eeuw-de kunst der Vlaamse primitieven) de Paul Haesaerts (Belgique)
- La Grande Aventure (Det stora äventyret) d'Arne Sucksdorff (Suède)
- Chaussure à son pied (Hobsons's Choice) de David Lean (Grande-Bretagne)
- Rummelplatz der Liebe de Kurt Neumann (Allemagne)
- Sinhá Moça de Tom Payne (en) et Oswaldo Sampaio (Brésil)
- Le Secret magnifique (Magnificent Obsession) de Douglas Sirk (USA)
- Le Désert vivant (The Living Desert) de James Algar (USA)

## Palmarès
- Ours d'or : Chaussure à son pied de David Lean
- Ours d'argent (Grand prix du jury) : Pain, amour et fantaisie de Luigi Comencini
- Ours de bronze : Le Défroqué de Léo Joannon